# John Winchester
John Winchester es un personaje ficticio creado por Eric Kripke para la serie de televisión Supernatural, fue interpretado por Jeffrey Dean Morgan y Matt Cohen. Él es el padre de Dean y Sam, crio a sus dos hijos para luchar contra seres sobrenaturales, con ayuda de cazadores que él conoció en sus recorridos, incluyendo a varios clientes del bar de Ellen. Adjuntando advertencia de destripe; en la temporada 14 episodio 13 regresa nuevamente a la vida pero ello conlleva ha que sea regresado al pasado; porque esto cambia el tiempo creando paradojas temporales en donde Dean y Sam son personajes distintos; por ello destruyen una perla para devolverlo a su tiempo actual.

## Primera temporada
Veintidós años después de la muerte de Mary, John desaparece y Dean busca a Sam en la universidad de Stanford para que le ayude a encontrarlo. Los hermanos se dirigen a Jericho, California, siguiendo un sistema de coordenadas que encuentran entre las pertenencias de su padre (su diario principalmente), pensando en poder encontrarse con John. Cuando los hermanos vuelven a la casa de su niñez después de que Sam tuviera sueños precognitivos, estos dejan un mensaje para John en su correo de voz. John los ve en Kansas, pero no revela su presencia mientras permanece con la psíquica Missouri Moseley.
John finalmente visita a sus hijos en Chicago, Illinois. Donde Meg Masters, una mujer poseída por uno de los hijos de Azazel, revela que Azazel está tras John. Después de derrotar el daeva, los hermanos se separan de su padre para protegerlo de Meg y de Azazel. John resuelve sus diferencias con sus hijos cuando asesinan a su viejo mentor, Daniel Elkins, cazador de vampiros. Resulta que los vampiros que le mataron también robaron el Colt, un revólver que pueda matar a cualquier ser sobrenatural. Los hermanos y John tienen éxito en conseguir el arma de los vampiros y deciden ir después tras Azazel juntos.
Cuando Meg amenaza matar a sus amigos a menos que entreguen el Colt, John le da un arma falsa y es capturado. Los hermanos terminan enfrentándose a muchos demonios con tal de rescatarlo, pero él es poseído por Azazel y los ataca. Sin embargo, John logra oponerse, liberando a Sam de su control telequinético. Sam obtiene el Colt y le dispara en la pierna, sometiendo temporalmente al demonio. John le pide Sam que le mate de modo que Azazel muera también, pero Sam no puede hacerlo. Para la consternación de John, Azazel logra escapar. 
En el final del último capítulo, se ve que los Winchesters huyen en la carretera (en el Impala de Dean) pero son arrollados de manera abrupta por un camionero poseído por un demonio.

## Segunda temporada
Tras accidente de automóvil, Sam y John se encuentran en el hospital al que fueron trasladados. Sin embargo, Dean se encuentra en coma y su vida pende de un hilo. John intenta conseguir que Sam obtenga algunos materiales de modo que él pueda convocar a Azazel en el hospital en donde todos han terminado. De este plan Sam solo se entera al final del capítulo, por lo que durante el mismo se muestra visiblemente enfadado con su padre, a quien le atribuye una falta muy grande de interés por su hijo moribundo. John da muestras de conocer los planes que «Ojos Amarillos» tiene para los niños que como Sam tuvieron un encuentro con el demonio. De esta manera, John hace un trato con Azazel para que Dean pueda vivir, sacrificando el Colt y su última bala, junto con su alma.
Después de que Dean despierte, Sam le pregunta a John sobre su paradero la noche anterior. John trata de evadir sus preguntas aduciendo que la discusión es insustancial. John le pide a Sam que le traiga un poco de café con el objetivo para poder hablar a solas con Dean. Es entonces cuando le dice a su hijo mayor que debe cuidar de Sam y le susurra un misterioso mensaje al oído (el cual será desvelado en el transcurrir de la temporada). John deja a Dean y vuelve a su habitación del hospital, en donde entrega el Colt. Sam entra a la habitación de hospital de John buscándolo, y se encuentra con su padre inconsciente en el suelo. Los doctores llegan para intentar restablecer a John, pero no pueden salvar su vida.
La hora oficial de la muerte de John Winchester es 10:41 de la mañana. 
En el episodio, Blues de la Encrucijada, el demonio femenino de la encrucijada menciona a John que se encuentra sufriendo en el infierno para tentar a Dean con un pacto para resucitarlo. En otro episodio, Nacido bajo un mal augurio, el demonio que poseyó a Meg Masters y que ahora está poseyendo a Sam, le dice a Dean que ella vio a John en el infierno y que él le manda «saludos», comentario destinado a enfurecerlo y lastimarlo apelando a los sentimientos de culpa con los que Dean carga por haber provocado la muerte de su padre. 
John regresa en el capítulo Todo el infierno se desata, parte 2 cuando la puerta al infierno se abre. Cuando Azazel está a punto de matar a Dean, John se lanza contra él y lo arranca de su cuerpo humano. John y Azazel luchan, pero el demonio lanza a un agotado John al suelo, y Azazel logra retornar al cuerpo de su huésped. Esta distracción le proporciona a Dean tiempo suficiente para recuperar el Colt y dispararle a Azazel en el corazón, matándole finalmente y logrando vengar la memoria de su madre. Posteriormente se observa que John sonríe cariñosamente a Sam y a Dean, desapareciendo en una luz blanca y obteniendo aparentemente el descanso para su alma.

## Cuarta temporada
Cuando Castiel envía a Dean al pasado, este último se alegra de ver una versión joven de su padre. Pero cuando Dean comienza a hablar sobre demonios, John cree que él está un poco loco. Cuando John va a comprar un coche, Dean le sugiere a John que compre el coche que Dean tendrá eventualmente en el futuro, es decir, el ya emblemático Impala negro. Dean espía a John cuando va a un restaurante con Mary, momento en que este le propone matrimonio. Pero Mary presiente que alguien los observa y Dean se ve prontamente acorralado nada más y nada menos que por la versión joven de su propia madre. Es entonces cuando se revela que Mary fue una cazadora, y que toda su familia también lo es. 
Cuando Mary se dirige a ver a John, Samuel Campbell le rompe el cuello estando poseído por Azazel. Es esta la razón que lleva a Mary a realizar forzosamente un pacto con el demonio, trayendo a John de nuevo a la vida a cambio de permitir que él visite a su hijo, diez años en el futuro.
En diversos flashbacks, se aprecia como John deja a Sam y Dean en una secundaria  a la que asistieron un par de semanas mientras estaba en una cacería. A lo largo de los flashbacks se ve cómo llama a Dean y los recoge después de realizar el trabajo. El rostro de John no se hace visible en todo el episodio, solo se distingue su silueta en el Impala.
Mientras Dean se encuentra torturando a Alastair, este último le revela que en los cien años que John pasó en el Infierno, nunca logró «romperlo»; es decir, John se negó una y otra vez a aceptar el mismo trato que se le ofreció a Dean (la tortura se detendría cuando él empezara a hacerle lo mismo a otras almas). Y revela que de haber aceptado, hubiera sido John quien  habría roto el primero de Los 66 Sellos y no Dean. Esto produce una gran conmoción en Dean, que siente constantes remordimientos por aquel trato, sentimiento que se magnifica cuando Alastair finge consolarlo alegando que John es uno de los pocos que tienen realmente madera de héroe (frase que también trasluce cierto sentimiento de admiración por parte del demonio).
Meses después, Sam y Dean descubren que John tuvo un hijo con Kate Milligan, una enfermera que conoció en enero de 1990. Ella trabajaba como enfermera cuando fue herido durante una cacería. Adan Milligan nació el 29 de septiembre de 1990 y no había llegado a tener contacto con John hasta los doce años.

## Quinta temporada
Castiel envía a Sam y Dean a 1978 para salvar a sus padres de Anna, que está tratando de matarlos anulando por ende la existencia de los hermanos Winchester (recipientes de Lucifer y Miguel). John se sorprende al enterarse de la verdad acerca de lo sobrenatural, y de que Mary se crio como una cazadora. Cuando Sam y Dean revelan que se criaron de ese modo también, John, sin darse cuenta de su verdadera identidad, critica a su padre. Por primera vez Sam tiene la oportunidad de defender a su padre y dice ahora entiende mejor que John hizo todo lo posible a pesar de las circunstancias, y que lo ama.
El Arcángel Miguel se presenta ante John para detener a Anna y Uriel de atacar a la familia, cuando John se lesiona. Miguel se le aparece y le pide permiso a John para hacerse cargo de él como ente y salvar a Mary. John da su consentimiento.
Más tarde, Miguel borra toda la memoria de los acontecimientos de John y Mary.
- Datos: Q1088616